# Зенфтенберг (Нижняя Австрия)
Зенфтенберг (нем. Senftenberg in Niederösterreich) — ярмарочная коммуна (нем. Marktgemeinde) в Австрии, в федеральной земле Нижняя Австрия. 
Входит в состав округа Кремс-Ланд.  Население — около 2,0 тыс. человек. Занимает площадь 34,76 км². Официальный код  —  31343.

## Политическая ситуация
Бургомистр коммуны — Карл Штегер по результатам выборов 2005 года.
Совет представителей коммуны (нем. Gemeinderat) состоит из 19 мест.
- АНП занимает 11 мест.
- СДПА занимает 8 мест.

## Ссылки

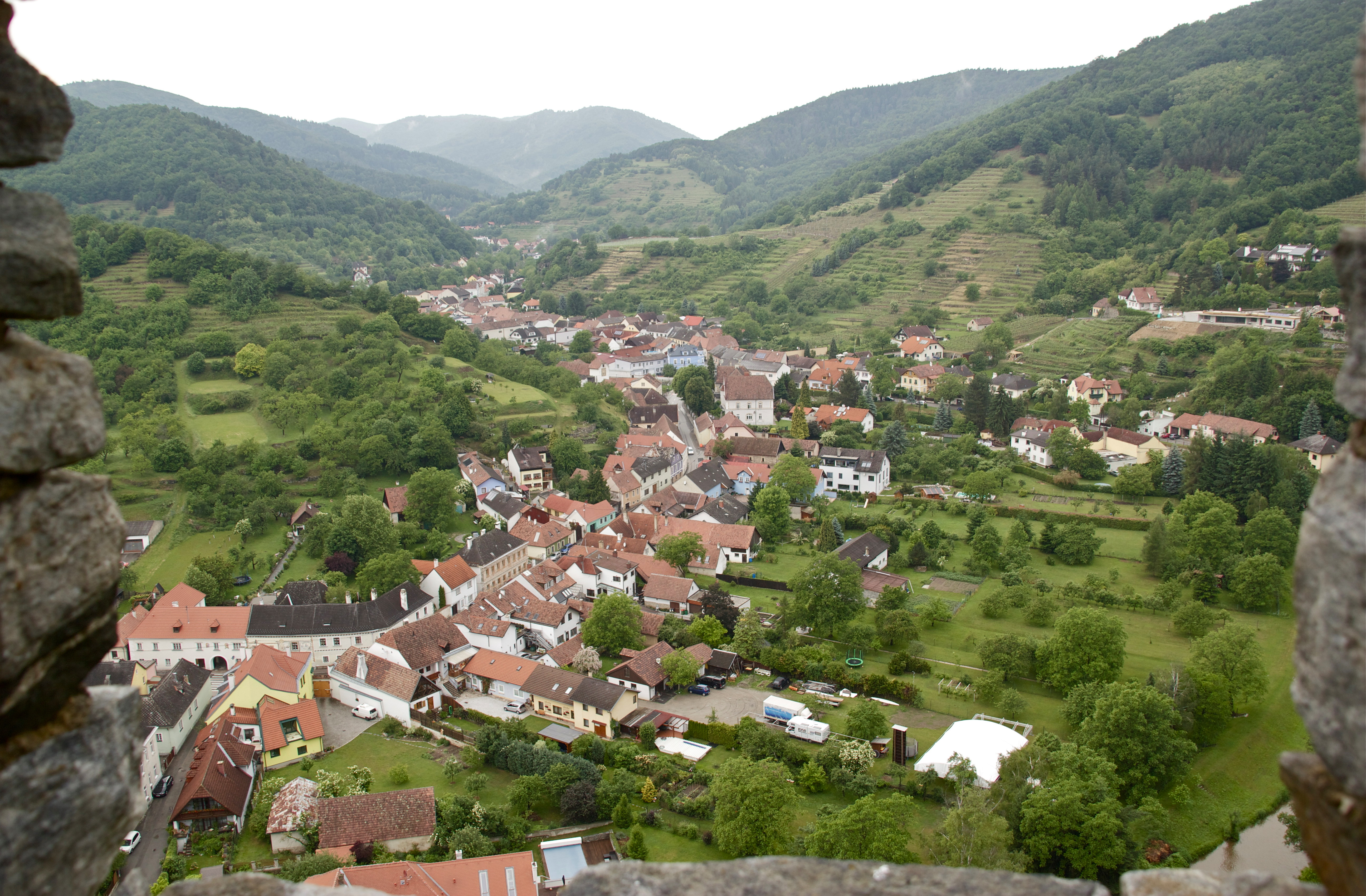
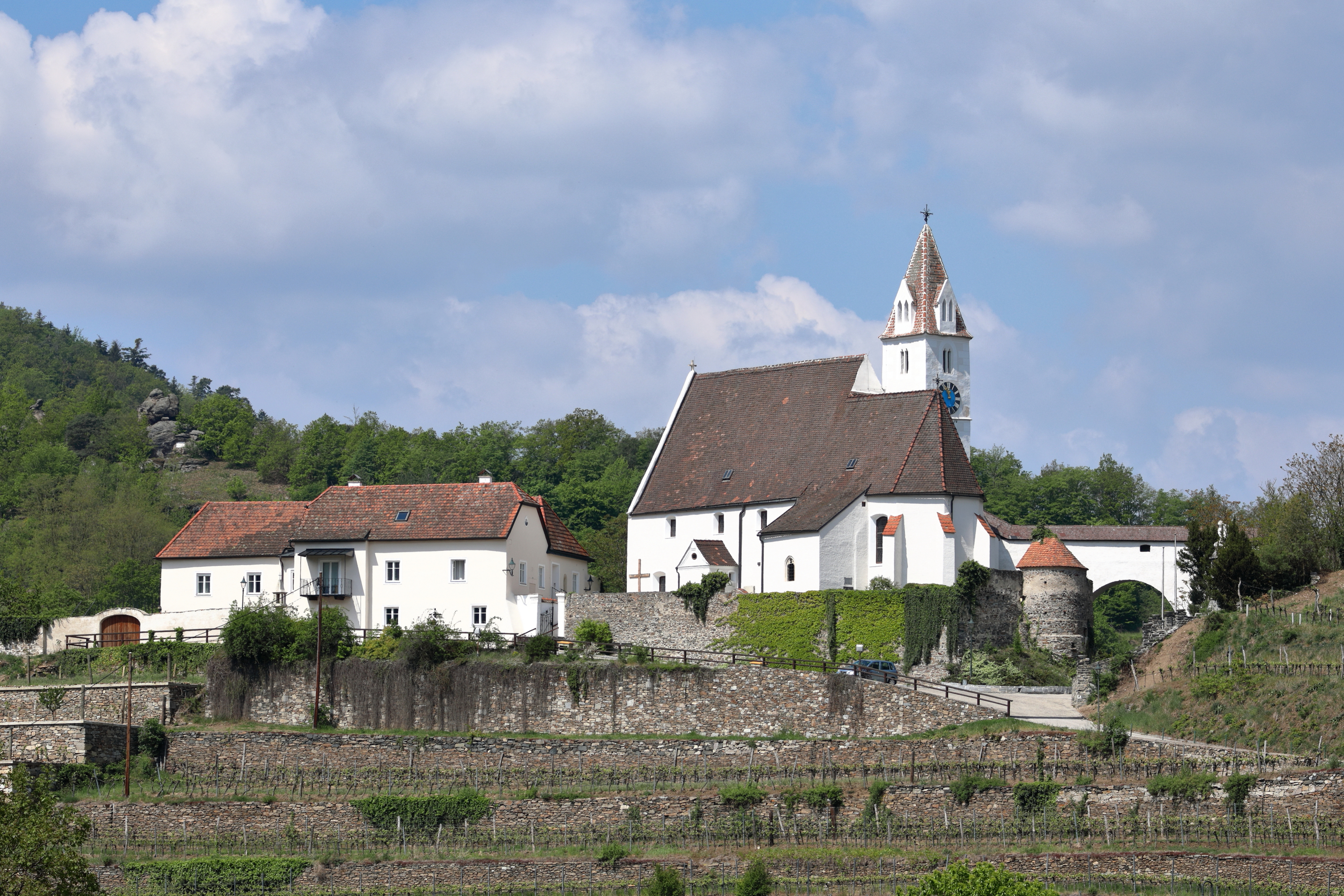
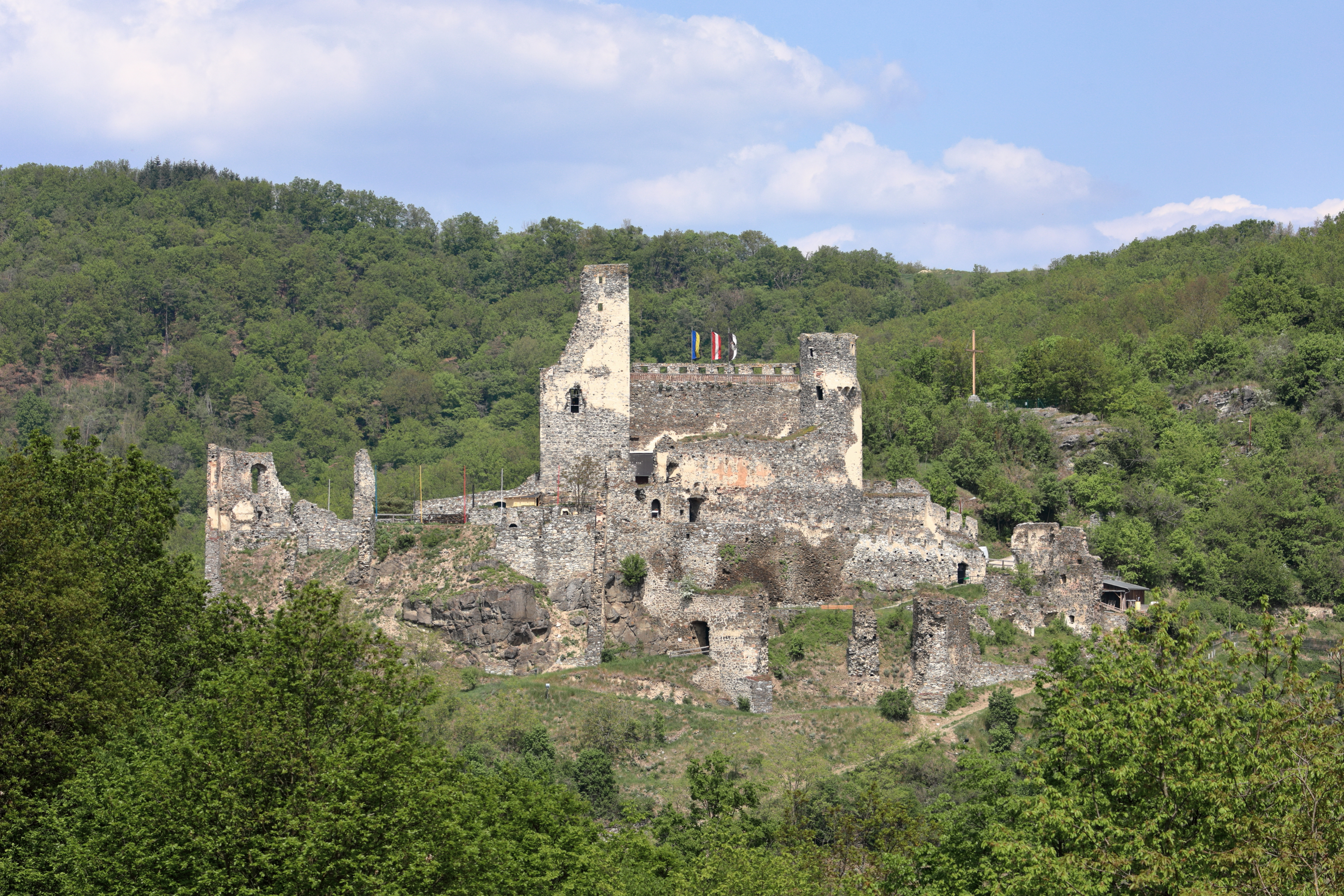